# Nhóm (toán học)

Các thao tác bước xoay khối lập phương Rubik tạo thành nhóm khối lập phương Rubik.

Trong toán học, một nhóm (group) là một tập hợp các phần tử được trang bị một phép toán hai ngôi kết hợp hai phần tử bất kỳ của tập hợp thành một phần tử thứ ba thỏa mãn bốn điều kiện gọi là tiên đề nhóm, lần lượt là tính đóng, tính kết hợp, sự tồn tại của phần tử đơn vị và tính khả nghịch. Một trong những ví dụ quen thuộc nhất về nhóm đó là tập hợp các số nguyên cùng với phép cộng; khi thực hiện cộng hai số nguyên bất kỳ luôn thu được một số nguyên khác. Hình thức trình bày trừu tượng dựa trên tiên đề nhóm, tách biệt nó khỏi bản chất cụ thể của bất kỳ nhóm đặc biệt nào và phép toán trên nhóm, cho phép nhóm bao trùm lên nhiều thực thể với nguồn gốc toán học rất khác nhau trong đại số trừu tượng và rộng hơn, và có thể giải quyết một cách linh hoạt, trong khi vẫn giữ lại khía cạnh cấu trúc căn bản của những thực thể ấy. Sự có mặt khắp nơi của nhóm trong nhiều lĩnh vực bên trong và ngoài toán học khiến chúng trở thành nguyên lý tổ chức trung tâm của toán học đương đại.
Nhóm chia sẻ mối quan hệ họ hàng cơ bản với khái niệm đối xứng. Ví dụ, nhóm đối xứng chứa đựng các đặc điểm đối xứng của một đối tượng hình học như: nhóm bao gồm tập hợp các phép biến đổi không làm thay đổi đối tượng và các phép toán kết hợp hai phép biến đổi này bằng cách thực hiện từng phép biến đổi một. Nhóm Lie là những nhóm đối xứng sử dụng trong Mô hình Chuẩn của vật lý hạt; nhóm đối xứng tâm được sử dụng để nghiên cứu các hiện tượng đối xứng trong hóa học phân tử; và nhóm Poincaré dùng để biểu diễn các tính chất đối xứng vật lý trong thuyết tương đối hẹp.
Khái niệm nhóm xuất phát từ nghiên cứu về phương trình đa thức, bắt đầu từ Évariste Galois trong thập niên 1830. Sau những đóng góp từ những lĩnh vực khác như lý thuyết số và hình học, khái niệm nhóm được tổng quát hóa và chính thức trở thành lĩnh vực nghiên cứu trong khoảng thập niên 1870. Lý thuyết nhóm hiện đại—nhánh toán học sôi động—nghiên cứu các nhóm bằng chính công cụ của chúng.[a] Để khám phá nhóm, các nhà toán học phải nêu ra nhiều khái niệm khác nhau để chia nhóm thành những phần nhỏ hơn, có thể hiểu được dễ hơn như các nhóm con, nhóm thương và nhóm đơn. Thêm vào những tính chất trừu tượng của chúng, các nhà lý thuyết nhóm cũng nghiên cứu cách biểu diễn cụ thể một nhóm bằng nhiều cách khác nhau (hay lý thuyết biểu diễn nhóm), cả từ quan điểm lý thuyết và quan điểm tính toán thực hành (lý thuyết nhóm tính toán). Lý thuyết phát triển cho nhóm hữu hạn kết tập với phân loại nhóm đơn hữu hạn được công bố vào năm 1983.[aa] Từ giữa thập niên 1980, lý thuyết nhóm hình học, nghiên cứu các nhóm sinh hữu hạn như là những đối tượng hình học, đã trở thành lĩnh vực đặc biệt sôi nổi trong lý thuyết nhóm.

## Định nghĩa và minh họa

### Ví dụ thứ nhất: số nguyên
Một trong những nhóm quen thuộc nhất đó là tập hợp các số nguyên {\displaystyle \mathbb {Z} } chứa các số {\displaystyle ...,-4,-3,-2,-1,0,1,2,3,4,...} cùng với phép cộng
Các tính chất sau đây của phép cộng các số nguyên được coi như mô hình cho các tiên đề nhóm trừu tượng cho theo định nghĩa bên dưới.
1. Với hai số nguyên bất kỳ {\displaystyle a} và {\displaystyle b}, tổng a + b cũng là một số nguyên. Do vậy phép cộng hai số nguyên không bao giờ cho kết quả là một số loại khác, như phân số chẳng hạn. Tính chất này gọi là tiên đề đóng đối với phép cộng.
2. Đối với mọi số nguyên a, b và c, (a + b) + c = a + (b + c). Hay phát biểu bằng lời, thực hiện cộng a với b đầu tiên, sau đó cộng kết quả với c sẽ cho cùng kết quả khi cộng a với tổng của b và c, tính chất này gọi là tính chất kết hợp hay tiên đề kết hợp.
3. Nếu a là một số nguyên bất kỳ, thì 0 + a = a + 0 = a. Số 0 được gọi là phần tử đồng nhất của phép cộng bởi vì khi cộng nó với một số nguyên bất kỳ sẽ thu được cùng số nguyên ấy.
4. Với mọi số nguyên a, tồn tại số nguyên b sao cho a + b = b + a = 0. Số nguyên b được gọi là phần tử nghịch đảo của số nguyên a và được ký hiệu −a.

Các số nguyên cùng với phép toán +, tạo thành một đối tượng toán học thuộc về một lớp rộng có những tính chất cấu trúc toán học giống nhau. Để có thể hiểu được những cấu trúc này như một tập hợp, định nghĩa trừu tượng dưới đây được phát biểu như sau.

### Định nghĩa
Richard Borcherds (2009, Mathematicians, quoted in James Milne, group theory )
Nhóm là một tập hợp, G, cùng với phép toán hai ngôi • (còn gọi là luật nhóm của G) kết hợp hai phần tử a và b bất kỳ để tạo ra một phần tử khác, viết là a • b hoặc ab. Để trở thành một nhóm, tập hợp và phép toán, (G, •), phải thỏa mãn bốn yêu cầu gọi là tiên đề nhóm:
Tiên đề đóngVới mọi a, b thuộc G, kết quả của phép toán, a • b, cũng thuộc G.[b]
Tính kết hợpVới mọi a, b và c thuộc G, (a • b) • c = a • (b • c).
Phần tử đơn vịTồn tại một phần tử e trong G, sao cho đối với mỗi phần tử a thuộc G, phương trình
e • a = a • e = a được thỏa mãn. Phần tử này là duy nhất (xem ở dưới) trong nhóm G. 
Phần tử nghịch đảoĐối với mỗi a trong G, tồn tại một phần tử b trong G sao cho a • b = b • a = e, với e là phần tử đơn vị.
Kết quả của một phép toán có thể phụ thuộc vào thứ tự thực hiện. Nói cách khác, kết quả của việc kết hợp phần tử a với phần tử b không nhất thiết cho kết quả giống với khi kết hợp phần tử b với phần tử a; phương trình
a • b = b • a
có thể không phải lúc nào cũng đúng. Phương trình này luôn luôn đúng trong nhóm các số nguyên với phép cộng, bởi vì 
a + b = b + a đối với hai số nguyên bất kỳ (tính giao hoán của phép cộng). Nhóm mà tính chất giao hoán 
a • b = b • a luôn đúng được gọi là nhóm Abel (theo tên của nhà toán học Na Uy Niels Abel). Nhóm đối xứng miêu tả ở phần sau là ví dụ của nhóm phi giao hoán.
Phần tử đơn vị của nhóm G thường được viết thành 1 hay 1G, ký hiệu có nguồn gốc từ số 1 đơn vị. Phần tử đơn vị cũng có thể viết là 0, đặc biệt nếu phép toán nhóm được ký hiệu là +, và trong trường hợp này nhóm gọi là nhóm cộng tính. Phần tử đơn vị còn ký hiệu là id.
Tập G được gọi là tập cơ bản của nhóm (G, •). Tập cơ bản G được sử dụng một cách ngắn gọn cho tập (G, •). Theo cách rút ngắn tên gọi này, một cách viết ngắn gọn như "tập con của nhóm G" hay "phần tử của G" được sử dụng với ý nghĩa thực sự là "tập con của tập cơ bản G của nhóm (G, •)" hay "phần tử của tập cơ bản G của nhóm (G, •)". Thông thường, trong ngữ cảnh với ký hiệu như G là nhắc tới một nhóm hoặc tập cơ bản.

### Ví dụ thứ hai: nhóm đối xứng
Hai hình trong mặt phẳng là tương đẳng với nhau nếu một hình có thể trở thành hình kia bằng cách sử dụng kết hợp các phép quay, đối xứng trục, và tịnh tiến. Bất kỳ hình nào cũng đều tương đẳng với chính nó. Tuy nhiên, một số hình tương đẳng với chính chúng không chỉ theo một cách, và những cách tương đẳng thêm này gọi là đối xứng. Một hình vuông có tám đối xứng của nó. Bao gồm:
| id (giữ nguyên nó)                                                                                            | r1 (quay phải 90°)         | r2 (quay phải 180°)        | r3 (quay phải 270°)              |
| fv (lật theo phương đứng)                                                                                     | fh (lật theo phương ngang) | fd (lật theo 1 đường chéo) | fc (lật theo đường chéo còn lại) |
| Các phần tử trong nhóm đối xứng của hình vuông (D4). Các đỉnh được tô màu và đánh số để phân biệt giữa chúng. |                            |                            |                                  |

- phép toán đồng nhất không làm thay đổi đối tượng, ký hiệu là id;
- quay hình vuông xung quanh tâm nó về phía phải một góc 90°, 180°, và 270°, lần lượt ký hiệu là r1, r2 và r3;
- đối xứng trục (phản xạ) hình vuông qua đường trung bình theo phương đứng và phương ngang (fh và fv), hoặc qua hai đường chéo (fd và fc).

Các biến đổi đối xứng này được biểu diễn bằng các hàm số. Mỗi hàm này đặt một điểm trong hình vuông tương ứng với một điểm qua phép đối xứng. Ví dụ, r1 biến một điểm thành điểm thông qua phép quay về phía phải nó 90° xung quanh tâm hình vuông, và fh biến đổi điểm thông qua phép đối xứng trục qua đường trung bình theo phương thẳng đứng. Kết hợp hai hàm đối xứng sẽ thu được một hàm đối xứng khác. Các hàm đối xứng này tạo thành một nhóm gọi là nhóm nhị diện bậc 4, ký hiệu D4. Tập cơ bản của nhóm là tập các hàm đối xứng trên và phép toán nhóm là hàm hợp. Hai đối xứng được kết hợp bằng hợp của các hàm, do vậy biến đổi đối xứng thứ nhất tương đương với áp dụng hàm thứ nhất đối với hình vuông, sau đó phép biến đối xứng với hình vuông kết quả chính bằng áp dụng hàm thứ hai vào hình vuông kết quả thu được. Kết quả của thực hiện đối với a đầu tiên sau đó đối với b được viết theo các ký hiệu từ phải sang trái như
b • a ("áp dụng đối xứng b sau khi thực hiện đối xứng a").
Quy ước phải sang trái là giống với quy ước sử dụng các hàm hợp.
Bảng nhóm bên phải liệt kê các kết quả của mọi hàm hợp khả dĩ. Ví dụ, quay về bên phải 270° (r3) sau đó lật ngược hình vuông theo phương ngang (fh) cho cùng kết quả khi thực hiện đối xứng trục dọc theo đường chéo thứ nhất (fd). Sử dụng các ký hiệu ở trên, ô kết quả được tô màu xanh trong bảng nhóm:
fh • r3 = fd.
| • | id | r1 | r2 | r3 | fv | fh | fd | fc |
| --- | -- | -- | -- | -- | -- | -- | -- | -- |
| id | id | r1 | r2 | r3 | fv | fh | fd | fc |
| r1 | r1 | r2 | r3 | id | fc | fd | fv | fh |
| r2 | r2 | r3 | id | r1 | fh | fv | fc | fd |
| r3 | r3 | id | r1 | r2 | fd | fc | fh | fv |
| fv | fv | fd | fh | fc | id | r2 | r1 | r3 |
| fh | fh | fc | fv | fd | r2 | id | r3 | r1 |
| fd | fd | fh | fc | fv | r3 | r1 | id | r2 |
| fc | fc | fv | fd | fh | r1 | r3 | r2 | id |
| Các phần tử id, r1, r2, và r3 tạo thành một nhóm con, tô màu đỏ (vùng bên trái phía trên). Lớp (coset) bên trái và bên phải của nhóm con này lần lượt được tô màu lục (ở hàng cuối) và màu vàng (cột cuối). |    |    |    |    |    |    |    |    |

Với tập hợp các phép đối xứng này cùng phép toán như đã miêu tả, những tiên đề nhóm có thể hiểu như sau:
1. Tiên đề đóng đòi hỏi rằng hàm hợp b • a của hai đối xứng bất kỳ a và b cũng phải là một phép đối xứng. Một ví dụ khác cho phép toán nhóm đó là
r3 • fh = fc,
tức là quay về phải 270° sau khi lật hình vuông theo phương ngang sẽ bằng phép biến đổi lật ngược hình vuông theo đường chéo thứ hai (fc). Quả thực mỗi phép kết hợp hai đối xứng sẽ cho kết quả một phép đối xứng tương đương, và điều này có thể kiểm tra dễ dàng thông qua bảng nhóm.
2. Tính kết hợp đặt ra giới hạn khi thực hiện kết hợp nhiều hơn hai phép đối xứng: Với ba phần tử a, b và c của D4, có hai cách sử dụng ba hàm đối xứng này theo thứ tự để xác định lên phép đối xứng hình vuông. Một cách đó là đầu tiên kết hợp hàm a và b để thu được hàm đối xứng kết quả, sau đó kết hợp hàm đối xứng này với phép đối xứng c. Cách thứ hai là đầu tiên kết hợp hàm b với c, sau đó kết hợp hàm kết quả với hàm đối xứng a. Điều kiện kết hợp
(a • b) • c = a • (b • c)
có nghĩa là hai cách kết hợp này luôn cho cùng một kết quả, tức là tích của nhiều phần tử nhóm có thể làm đơn giản bằng cách nhóm các phần tử lại.
Ví dụ, tích (fd • fv) • r2 = fd • (fv • r2) có thể dễ dàng kiểm tra dựa trên bảng nhóm ở bên phải (bảng Cayley)
| (fd • fv) • r2 | = | r3 • r2 | = | r1, và bằng |
| fd • (fv • r2) | = | fd • fh | = | r1.         |
Trong khi tính kết hợp đúng cho các phép đối xứng áp dụng cho hình vuông và phép cộng các con số, tính chất này không phải lúc nào cũng đúng. Ví dụ, phép trừ hai số không có tính kết hợp: (7 − 3) − 2 = 2 khác kết quả với 7 − (3 − 2) = 6.
3. Phần tử đơn vị là phép đối xứng đồng nhất id không làm thay đổi hình: đối với một đối xứng bất kỳ a, thực hiện hàm id sau a (hoặc a sau id) cho kết quả bằng a, viết là:
id • a = a,
a • id = a.
4. Phần tử nghịch đảo khôi phục lại phép biến đổi của những phần tử khác. Mỗi phép biến đổi đối xứng có thể được khôi phục lại: mỗi phép biến đổi sau—biến đổi đồng nhất id, phép lật ngược fh, fv, fd, fc và quay 180° r2—có phần tử nghịch đảo là chính nó, bởi vì khi thực hiện chúng hai lần thì hình vuông sẽ trở lại hướng ban đầu. Phép quay r3 và r1 - mỗi hàm là nghịch đảo của nhau, bởi vì quay 90° rồi sau đó quay 270° (hay ngược lại) tương đương với phép quay 360° và không làm thay đổi hình vuông. Viết là
fh • fh = id,
r3 • r1 = r1 • r3 = id.

Ngược lại với nhóm các số nguyên ở trên, khi thứ tự phép toán là bất kỳ đối với phép cộng, thì thứ tự thực hiện phép toán nhóm trong D4 lại quan trọng: fh • r1 = fc nhưng r1 • fh = fd. Nói cách khác D4 là nhóm phi giao hoán (phi Abel), khiến cấu trúc nhóm của nó trở lên khó hơn so với nhóm số nguyên.

## Lịch sử
Khái niệm hiện đại về nhóm trừu tượng phát triển thông qua một vài lĩnh vực toán học. Động lực thúc đẩy ban đầu của lý thuyết nhóm là mục miêu tìm ra nghiệm của phương trình đa thức có bậc lớn hơn 4. Nhà toán học người Pháp thế kỷ 19 Évariste Galois, bằng mở rộng những nghiên cứu trước đó của Paolo Ruffini và Joseph-Louis Lagrange, đã đưa ra tiêu chuẩn cho tính giải được của một số phương trình đa thức đặc biệt tuân theo nhóm đối xứng của nghiệm phương trình. Các phần tử của nhóm Galois này tương ứng với một số hoán vị nhất định của các nghiệm. Lúc đầu, ý tưởng của Galois bị các nhà toán học đương thời ông phản đối, và công trình của ông xuất bản sau khi ông đã qua đời. Các nhà toán học khảo sát thêm nhiều nhóm hoán vị tổng quát hơn, đặc biệt là bởi Augustin Louis Cauchy. Luận án của Arthur Cayley On the theory of groups, as depending on the symbolic equation θn = 1 (1854) đưa ra định nghĩa trừu tượng đầu tiên về nhóm hữu hạn.
Hình học là lĩnh vực thứ hai mà ở đó lý thuyết nhóm được sử dụng một cách hệ thống, đặc biệt là các nhóm đối xứng trong chương trình Erlangen của Felix Klein năm 1872. Sau khi những hình học như hình học hyperbolic và hình học xạ ảnh mới nổi lên, Klein sử dụng lý thuyết nhóm để tổ chức chúng theo một cách thấu suốt hơn. Những ý tưởng đi xa hơn với Sophus Lie nghiên cứu nhóm Lie vào năm 1884.
Lĩnh vực thứ ba đóng góp vào lý thuyết nhóm là lý thuyết số. Cấu trúc một số nhóm Abel nhất định đã được sử dụng ngầm ý trong công trình lý thuyết số Disquisitiones Arithmeticae của Carl Friedrich Gauss (1798), và sử dụng một cách hiện rõ hơn trong các công trình của Leopold Kronecker. Năm 1847, Ernst Kummer thực hiện những cố gắng đầu tiên trong chứng minh Định lý cuối cùng của Fermat bằng cách phát triển nhóm miêu tả nhân tử hóa (nhóm lớp) đối với các số nguyên tố.
Sự hội tụ nhiều nguồn lĩnh vực này vào thành lý thuyết nhóm thống nhất bắt đầu bằng công trình của Camille Jordan Traité des substitutions et des équations algébriques (1870). Walther von Dyck (1882) đưa ra phát biểu đầu tiên về định nghĩa hiện đại của nhóm trừu tượng. Đến thế kỷ 20, nhóm đã thu hút được sự chú ý quan trọng bằng các công trình tiên phong về lý thuyết biểu diễn nhóm hữu hạn của Ferdinand Georg Frobenius và William Burnside, lý thuyết biểu diễn modular của Richard Brauer và những bài báo của Issai Schur. Lý thuyết nhóm Lie, và tổng quát hơn là nhóm compact địa phương được Hermann Weyl, Élie Cartan và nhiều người khác nghiên cứu. Mảng đại số tương ứng với nó, lý thuyết nhóm đại số, lần đầu tiên được Claude Chevalley nghiên cứu (từ cuối thập niên 1930) và bởi các công trình của Armand Borel và Jacques Tits.
Năm Lý thuyết Nhóm 1960-61 tổ chức bởi Đại học Chicago thu hút các nhà lý thuyết nhóm lại với nhau như Daniel Gorenstein, John G. Thompson và Walter Feit, đặt ra nền tảng của quá trình cộng tác, mà với đầu vào từ nhiều nhà toán học khác, trong chương trình phân loại nhóm đơn hữu hạn vào năm 1982. Dự án này vượt xa những dự án trước đó bởi khối lượng công việc lớn, ở cả độ dài trong các bài báo chứng minh và số lượng nhà nghiên cứu. Các nghiên cứu vẫn còn đang tiếp tục nhằm đơn giản hóa chứng minh sự phân loại này. Ngày nay lý thuyết nhóm vẫn là một ngành toán học sôi động, có tác động đến nhiều lĩnh vực khác.[a]

## Những hệ quả cơ bản của tiên đề nhóm
Thực tế cơ bản về mọi nhóm có thể thu nhận trực tiếp từ các tiên đề nhóm thường được kết gộp vào lý thuyết nhóm cơ bản. Ví dụ, áp dụng cách lặp lại của tiên đề kết hợp chỉ ra rằng sự rõ ràng của
a • b • c = (a • b) • c = a • (b • c)
có thể tổng quát cho nhiều hơn ba phần tử. Bởi vì điều này hàm ý rằng dấu ngoặc đơn có thể điền vào bất kỳ vị trí nào bên trong một dãy các phần tử, cho nên dấu ngoặc đơn thường được bỏ đi.
Tiên đề nhóm có thể làm yếu đi bằng giả sử tồn tại của một phần tử đơn vị trái và phần tử nghịch đảo trái. Có thể chứng minh chúng thực sự là những phần tử đơn vị hai phía và phần tử nghịch đảo hai phía (trái và phải), do đó định nghĩa này là tương đương với cái định nghĩa ở trên.

### Tính duy nhất của phần tử đơn vị và phần tử nghịch đảo
Hai hệ quả quan trọng của tiên đề nhóm đó là tính duy nhất của phần tử đơn vị và tính duy nhất của phần tử nghịch đảo. Chỉ có một phần tử đơn vị của nhóm, và mỗi phần tử trong nhóm có chính xác một phần tử nghịch đảo.
Để chứng minh có duy nhất một phần tử nghịch đảo của phần tử a, giả sử rằng a có hai phần tử nghịch đảo, ký hiệu là b và c của nhóm (G, •). Khi đó
| b | = | b • e       |  | với e là phần tử đơn vị                                    |
|   | = | b • (a • c) |  | bởi vì c là phần tử nghịch đảo của a, nên e = a • c        |
|   | = | (b • a) • c |  | theo tiên đề kết hợp, nên có thể sắp xếp lại dấu ngoặc đơn |
|   | = | e • c       |  | do b là phần tử nghịch đảo của a, tức b • a = e            |
|   | = | c           |  | do e là phần tử đơn vị                                     |
Hai phần tử b và c là bằng nhau do chúng được liên hệ bởi một chuỗi các đẳng thức. Nói cách khác chỉ có duy nhất một phần tử nghịch đảo của a. Tương tự, để chứng minh phần tử đơn vị của nhóm là duy nhất, giả sử G là nhóm với hai phần tử đơn vị e và f. Thì e = e • f = f, do vậy e và f bằng nhau.

### Phép chia
Có thể thực hiện phép chia trong một nhóm: đối với hai phần tử a và b của nhóm G, tồn tại duy nhất một nghiệm x trong G thỏa mãn phương trình 
x • a = b. Thực vậy, nhân vế phải của phương trình với phần tử nghịch đảo a−1 thu được nghiệm 
x = x • a • a−1 = b • a−1. Tương tự có chính xác một nghiệm y thuộc G trong phương trình 
a • y = b, hay 
y = a−1 • b. Nói chung, x và y không nhất thiết phải bằng nhau.
Hệ quả của điều này là phép nhân bởi một phần tử g trong nhóm có tính chất song ánh.Đặc biệt, nếu g thuộc G, tồn tại một song ánh từ G vào chính nó gọi là tịnh tiến trái bởi g tác dụng vào h ∈ G thành g • h. Tương tự, tịnh tiến phải bởi g là song ánh từ chính G vào nó bằng tác dụng vào h thành h • g. Nếu G là nhóm Abel, song ánh tịnh tiến trái và tịnh tiến phải bởi một phần tử của nhóm là như nhau.

## Khái niệm cơ bản
Để hiểu nhóm toán học vượt ngoài phạm vi chỉ là các thao tác ký hiệu như ở trên, các nhà toán học đã phát triển thêm nhiều khái niệm cấu trúc nhóm.[c] Có một nguyên lý khái niệm nằm bên dưới những ký hiệu sau: để tận dụng những ưu điểm về cấu trúc của nhóm (mà tập hợp "không có cấu trúc" không có đặc điểm này), các phép xây dựng liên quan đến nhóm phải tương thích với phép toán nhóm. Sự tương thích này thể hiện chính nó thông qua các khái niệm sau theo nhiều cách. Ví dụ, các nhóm liên hệ với nhau thông qua một hàm gọi là đồng cấu nhóm. Bằng nguyên lý đề cập ở trên, chúng đòi hỏi cấu trúc nhóm được miêu tả theo nghĩa chính xác. Cấu trúc của nhóm cũng được nghiên cứu bằng cách chia nhỏ nó thành các phần gọi là nhóm con hoặc nhóm thương. Nguyên lý "bảo toàn cấu trúc"—chủ đề lặp lại trong toàn bộ toán học—là một ví dụ nghiên cứu bởi ngành lý thuyết phạm trù, trong trường hợp này là phạm trù các nhóm.

### Đồng cấu nhóm
Đồng cấu nhóm[g] là những hàm bảo tồn cấu trúc nhóm. Hàm a: G → H giữa hai nhóm (G,•) và (H,∗) được gọi là đồng cấu nếu phương trình
a(g • k) = a(g) ∗ a(k)
thỏa mãn đối với mọi phần tử g, k thuộc G. Nói cách khác, kết quả thu được như nhau khi thực hiện phép toán nhóm trước hoặc sau khi áp dụng ánh xạ a. Đòi hỏi này đảm bảo rằng a(1G) = 1H, và a(g)−1 = a(g−1) đối với mọi g thuộc G. Do vậy đồng cấu nhóm giữ nguyên mọi cấu trúc của G cho bởi các tiên đề nhóm.
Hai nhóm G và H là đẳng cấu với nhau nếu tồn tại hai phép đồng cấu nhóm a: G → H và b: H → G, sao cho khi áp dụng hàm hợp của hai hàm này trong hai trường hợp thứ tự tác dụng hàm đều cho hàm đồng nhất của G và H. Tức là, a(b(h)) = h và b(a(g)) = g đối với bất kỳ g thuộc G và h thuộc H. Từ quan điểm trừu tượng, các nhóm đẳng cấu mang thông tin như nhau. Ví dụ, để chứng minh g • g = 1G đối với các phần tử g thuộc G là tương đương logic với chứng minh a(g) ∗ a(g) = 1H, bởi vì áp dụng a đối với nhóm G thu được phần tử thuộc nhóm H và áp dụng b đối với nhóm H thu được kết quả thuộc nhóm G.

### Nhóm con
Hình thức mà nói nhóm con là một nhóm H chứa trong một nhóm lớn hơn là G. Cụ thể là, phần tử đơn vị của G cũng thuộc H, và bất cứ h1 và h2 thuộc H, thì h1 • h2 và h1−1 cũng là các phần tử thuộc H, các phép toán nhóm trên G giới hạn vào H tạo thành một nhóm.
Trong ví dụ ở trên, các phần tử đơn vị và phần tử của phép quay tạo thành một nhóm con 
R = {id, r1, r2, r3}, tô bằng màu đỏ trong bảng nhóm ở trên: bất kỳ sự kết hợp hai phép quay nào cũng tạo thành một phép quay, một phép quay có thể rút lại bằng (ví dụ nghịch đảo của nó) phép quay bổ sung 270° cho 90°, 180° cho 180°, và 90° cho 270° (lưu ý rằng ở đây không định nghĩa phép quay theo hướng ngược lại). Phép thử nhóm con là điều kiện cần và đủ cho tập con H của nhóm G trở thành nhóm con: với mọi phần tử 
g, h ∈ H nếu g−1h ∈ H thì H là một nhóm con. Việc biết mọi nhóm con là một điều quan trọng khi nghiên cứu một nhóm trên tổng thể.[d]
Bất kỳ tập con S nào của nhóm G, nhóm con sinh bởi S chứa tích các phần tử của S và nghịch đảo của chúng. Nó là nhóm con nhỏ nhất của G chứa S. Trong ví dụ giới thiệu ở trên, nhóm con tạo bởi r2 và fv chứa hai phần tử này, phần tử đơn vị id và 
fh = fv • r2. Đến lượt đây là một nhóm con, bởi vì kết hợp bất kỳ hai trong bốn phần tử này hoặc những phần tử nghịch đảo của chúng (mà trong trường hợp đặc biệt là chính chúng) thu được các phần tử của chính nhóm con này.

### Các lớp kề (Coset)
Trong nhiều tình huống các nhà toán học mong muốn coi hai phần tử nhóm là như nhau nếu chúng chỉ khác nhau bởi một phần tử của một nhóm con. Ví dụ, trong nhóm D4 ở trên, khi thực hiện thao tác lật ngược, hình vuông sẽ không bao giờ trở lại cấu hình r2 nếu chỉ áp dụng các thao tác quay (mà không cần lật nó), tức là phép quay không liên quan đến câu hỏi liệu phép lật ngược đã được thực hiện. Do vậy họ định nghĩa các lớp kề (coset) (hay các lớp ghép) để hình thức hóa vấn đề này: nhóm con H xác định lên các lớp kề trái và lớp kề phải, mà có thể coi như là sự tịnh tiến của H bởi một phần tử nhóm bất kỳ g. Theo ký hiệu, các lớp kề trái' và phải của H chứa g lần lượt là
gH = {g • h:h ∈ H} và 
Hg = {h • g:h ∈ H}.
Các lớp kề của một nhóm con bất kỳ H tạo thành phép phân hoạch của G; nghĩa là hợp của mọi lớp kề trái bằng G và hai lớp kề trái hoặc bằng nhau hoặc có giao là tập hợp rỗng. Trường hợp đầu tiên 
g1H = g2H xảy ra nếu và chỉ nếu g1−1 • g2 ∈ H, hay nếu hai phần tử khác nhau bởi một phần tử thuộc H. Kết luận cũng tương tự với các lớp kề phải của H. Các lớp kề trái và lớp kề phải của H có thể bằng hoặc không bằng nhau. Nếu chúng bằng nhau, ví dụ đối với mọi g thuộc G, gH = Hg, thì H được gọi là nhóm con chuẩn tắc.
Trong D4, ví dụ về nhóm đối xứng, các lớp trái gR của nhóm con R chứa phép quay hoặc là bằng R, nếu g là một phần tử của chính R, hoặc không thì bằng 
U = fcR = {fc, fv, fd, fh} (tô màu lam trong bảng nhóm). Nhóm con R cũng là chuẩn tắc, bởi vì 
fcR = U = Rfc và tương tự cho bất kỳ phần tử khác ngoài fc.

### Nhóm thương
Trong một số trường hợp, tập hợp các lớp ghép (coset) của một nhóm con sẽ tạo thành một nhóm, được gọi là nhóm thương hay nhóm nhân tử. Để có được điều này, nhóm con phải chuẩn tắc. Đối với bất kỳ nhóm con chuẩn tắc N, nhóm thương được định nghĩa như sau:
G / N = {gN, g ∈ G}, "G modulo N".
Tập hợp này thừa hưởng phép toán nhóm (đôi khi gọi là phép nhân lớp ghép - coset multiplication, hoặc cộng lớp ghép) từ nhóm ban đầu G: 
(gN) • (hN) = (gh)N với mọi g và h trong G. Định nghĩa này xuất phát từ ý tưởng (tự nó là một ví dụ của sự xem xét cấu trúc tổng quát nêu ở trên) rằng ánh xạ G → G / N đặt tương ứng mỗi phần tử g với phần tử thuộc lớp gN là đồng cấu nhóm, hoặc bằng cách xem xét trừu tượng tổng quát hơn gọi là tính chất phổ quát. Lớp 
eN  = N trở thành như là đơn vị của nhóm này, và nghịch đảo của gN trong nhóm thương là 
(gN)−1 = (g−1)N.[e]
| •                                 | R | U |
| --------------------------------- | - | - |
| R                                 | R | U |
| U                                 | U | R |
| Bảng nhóm cho nhóm thương D4 / R. |   |   |

Các phần tử của nhóm thương D4 / R chính là R, phần tử đơn vị là 
U = fvR. Phép toán nhóm trên thương nêu ở bên phải. Ví dụ, 
U • U = fvR • fvR = (fv • fv)R = R. Cả nhóm con 
R = {id, r1, r2, r3}, cũng như nhóm thương tương ứng là nhóm Abel, trong khi D4 không phải là nhóm Abel. Xây dựng nhóm lớn hơn từ những nhóm nhỏ hơn, như D4 từ nhóm con R và nhóm thương D4 / R được trừu tượng hóa gọi là tích nửa trực tiếp.
Nhóm thương và nhóm con cùng với nhau tạo thành cách miêu tả mọi nhóm theo biểu diễn: bất kỳ một nhóm là thương của nhóm tự do trên tập sinh của nhóm. Ví dụ, nhóm nhị diện D4, có thể sinh ra từ hai phần tử r và f (như r = r1, phép quay bên phải và f = fv phép lật theo phương thẳng đứng), có nghĩa là mỗi đối xứng của hình vuông là tổ hợp hữu hạn của hai phép đối xứng này và nghịch đảo của chúng. Cùng với các liên hệ
r 4 = f 2 = (r • f)2 = 1,
cho phép miêu tả hoàn toàn nhóm này. Biểu diễn nhóm cũng dùng để xây dựng lên đồ thị Cayley, một công cụ minh họa các nhóm rời rạc.
Nhóm con và nhóm thương có liên hệ với nhau như sau: một tập con H của G có thể coi như là một đơn ánh H → G, tức là bất kỳ phần tử nào của tập đích có nhiều nhất một phần tử tương ứng của tập nguồn. Ngược lại với đơn ánh là toàn ánh (mỗi phần tử của tập đích có ít nhất một phần tử tương ứng của tập nguồn), như ánh xạ chính tắc G → G / N.[y] Giải thích nhóm con và nhóm thương theo ngôn ngữ của những đồng cấu nhấn mạnh vào khái niệm cấu trúc thừa hưởng từ những định nghĩa này ám chỉ ở phần giới thiệu. Nói chung, đồng cấu không là đơn ánh hay toàn ánh. Nhân và ảnh của đồng cấu nhóm và định lý đẳng cấu thứ nhất đề cập những vấn đề này.

## Ví dụ và ứng dụng
Có rất nhiều ví dụ và những ứng dụng của nhóm. Như giới thiệu ở trên về nhóm các số nguyên Z với phép toán nhóm là phép cộng. Nếu thay phép cộng bằng phép nhân sẽ thu được nhóm phép nhân. Những nhóm này là các ví dụ quan trọng đầu tiên trong đại số trừu tượng.
Có nhiều lĩnh vực toán học khác ứng dụng lý thuyết nhóm. Các đối tượng toán học thường được kiểm tra bằng nhóm kết hợp với chúng và nghiên cứu tính chất của nhóm tương ứng. Ví dụ, Henri Poincaré thiết lập nên ngành tô pô đại số bằng giới thiệu nhóm cơ bản. Bằng sự kết nối này, các tính chất tô pô như lân cận và liên tục chuyển thành các tính chất nhóm.[i] Ví dụ, các phần tử của nhóm cơ bản được biểu diễn bằng các vòng tròn. Ảnh thứ hai bên phải chỉ ra một số vòng trên mặt phẳng trừ đi một điểm. Vòng xanh coi như là không đồng luân (và do vậy không liên quan), bởi vì nó có thể liên tục thu nhỏ thành một điểm. Sự có mặt của một lỗ ngăn cản các vòng màu cam co lại thành một điểm. Nhóm cơ bản của mặt phẳng với một điểm loại trừ trở thành tuần hoàn vô hạn, sinh bởi các vòng cam (hoặc bởi bất kỳ vòng nào quay vòng một lần xung quanh lỗ). Theo cách này, nhóm cơ bản xác định ra lỗ.
Trong những ứng dụng gần đây, cũng có sự tác động ngược trở lại để thúc đẩy xây dựng hình học bằng nền tảng lý thuyết nhóm.[j] Theo lối tương tự, lý thuyết nhóm hình học áp dụng các khái niệm hình học, như nghiên cứu các nhóm hypebolic. Những nhánh xa hơn áp dụng nhóm nhiều nhất bao gồm hình học đại số và lý thuyết số.
Ngoài những ứng dụng lý thuyết kể trên, có nhiều ứng dụng thực tế cho những lĩnh vực khoa học khác. Tinh thể học dựa trên sự tổ hợp của cách tiếp cận lý thuyết nhóm trừu tượng với những hiểu biết thuật toán miêu tả trong lý thuyết nhóm tính toán, đặc biệt khi áp dụng vào nhóm hữu hạn. Các ngành khoa học khác như vật lý học, hóa học và khoa học máy tính cũng hưởng lợi từ lý thuyết này.

### Các số
Nhiều hệ thống số, như các số nguyên và số hữu tỉ thể hiện bản chất cấu trúc nhóm một cách tự nhiên. Trong một số trường hợp, như đối với số hữu tỉ, cả phép cộng và phép nhân đều làm xuất hiện cấu trúc nhóm. Những hệ thống số này là tiền tổ của những cấu trúc đại số tổng quát hơn gọi là vành và trường. Những khái niệm đại số trừu tượng hơn như mô đun, không gian vectơ và đại số trên một trường cũng tạo thành nhóm toán học.

#### Số nguyên
Nhóm các số nguyên Z dưới phép cộng, ký hiệu (Z, +), đã được miêu tả ở trên. Số nguyên, cùng với phép nhân thay vì phép cộng, (Z, •) không tạo thành một nhóm. Bởi vì chỉ có tiên đề đóng, tính kết hợp và phần tử đơn vị là thỏa mãn, còn tiên đề phần tử nghịch đảo thì không: ví dụ, 
a = 2 là một số nguyên, nhưng nghiệm duy nhất cho phương trình 
a • b = 1 trong trường hợp này là b = 1/2, là số hữu tỉ không phải là số nguyên. Do không phải mọi số nguyên Z có phần tử nghịch đảo (theo phép nhân).[k]

#### Số hữu tỉ
Mong muốn cho tồn tại phần tử nghịch đảo đối với phép nhân gợi ra xem xét trường hợp đối với các số hữu tỉ
{\displaystyle {\frac {a}{b}}.}
với a, b là các số nguyên và b khác 0.[l] Tập hợp các số hữu tỉ này ký hiệu là Q. Vẫn còn một cản trở nhỏ cho các số hữu tỉ (Q, •), cho phép nhân trở thành một nhóm: bởi vì số hữu tỉ 0 không có phần tử nghịch đảo đối với phép nhân (vì không tồn tại x sao cho 
x • 0 = 1), (Q, •) vẫn chưa là một nhóm.
Tuy vậy, tập hợp mọi số hữu tỉ khác 0 
Q \ {0} = {q ∈ Q | q ≠ 0} tạo thành nhóm Abel dưới phép toán nhân, ký hiệu là (Q \ {0}, •).[m] Các tiên đề kết hợp và phần tử đơn vị thỏa mãn theo như tính chất của các số nguyên. Đòi hỏi của tiên đề đóng vẫn thỏa mãn sau khi bỏ phần tử 0, bởi vì tích của hai số hữu tỉ khác 0 không bao giờ bằng 0. Cuối cùng phần tử nghịch đảo của a/b là b/a, do vậy tiên đề nghịch đảo được thỏa mãn.
Số hữu tỉ (gồm cả 0) cũng tạo thành một nhóm dưới phép cộng. Khi bao gồm cả phép cộng và phép nhân tạo thành một cấu trúc phức tạp hơn gọi là vanh—và nếu phép chia là có thể, như ở trong Q—sẽ thu được cấu trúc trường, cấu trúc có vị trí trung tâm trong ngành đại số trừu tượng. Do vậy các mệnh đề của lý thuyết nhóm thuộc về một phần của những cấu trúc này.[n]

### Đồng dư

Số giờ trên đồng hồ tạo thành một nhóm sử dụng phép cộng theo mô đun 12. Ở đây 9 + 4 = 1

Trong phép đồng dư, ban đầu cộng hai số nguyên với nhau sau đó lấy tổng chia cho một số nguyên, số nguyên này gọi là mô đun. Kết quả của phép cộng mô đun là phần dư của phép chia đó. Đối với mô đun n bất kỳ, tập hợp các số nguyên từ 0 tới n−1 tạo thành một nhóm dưới phép cộng mô đun: phần tử nghịch đảo của a là n−a, và 0 là phần tử đơn vị. Nhóm này tương tự từ phép cộng các số giờ trên mặt đồng hồ: nếu kim giờ ở vị trí số 9 và quay thêm 4 tiếng, nó chỉ vào số 1 như thể hiện trên hình. Tức là 9 + 4 bằng 1 "mô đun 12" hay viết thành công thức,
9 + 4 ≡ 1 mô đun 12.
Nhóm các số nguyên mô đun n ký hiệu là Zn hoặc Z/nZ.
Đối với bất kỳ số nguyên tố p, cũng tồn tại một nhóm nhân các số nguyên mô đun p. Phần tử của nó gồm các số nguyên từ 1 tới p−1. Phép toán nhóm là phép nhân mô đun p. Tức là lấy tích thông thường chia cho p và phần dư của phép chia này là kết quả của phép nhân mô đun. Ví dụ, nếu 
p = 5, tồn tại một nhóm với bốn phần tử 1, 2, 3, 4. Trong nhóm này, 
4 • 4 = 1, bởi vì tích thông thường bằng 16 trong phép nhân này sẽ bằng 1, hay khi chia nó cho 5 thu được phần dư là 1. 
16 − 1 = 15, ký hiệu là
16 ≡ 1 (mod 5).
Tính nguyên tố của p đảm bảo rằng tích của hai số nguyên trong nhóm sẽ không bao giờ chia hết cho p, từ đó ám chỉ rằng tập hợp này là đóng dưới phép nhân mô đun.[o] Phần tử đơn vị của nhóm là 1, như đối nhóm phép toán nhân thông thường, và tính kết hợp được thỏa mãn do tính chất của phép nhân các số nguyên. Cuối cùng, tiên đề nghịch đảo đòi hỏi rằng đối với một số nguyên a không là ước của p, tồn tại một số nguyên b sao cho
a • b ≡ 1 (mod p), hay hiệu a • b − 1 chia hết cho p.
Có thể tìm phần tử nghịch đảo b thông qua đẳng thức Bézout và vì ước số chung lớn nhất gcd(a, p) bằng 1. Trong trường hợp 
p = 5 ở trên, phần tử nghịch đảo của 4 là 4, của 3 là 2, do 
3 • 2 = 6 ≡ 1 (mod 5). Từ đó mọi tiên đề nhóm được thỏa mãn. Thực sự là ví dụ này giống với nhóm (Q\{0}, •) ở trên: nó chứa chính xác các phần tử trong Z/pZ có phần tử nghịch đảo trong phép nhân. Các nhóm này được ký hiệu là Fp×. Chúng là các thành phần quan trọng trong lý thuyết mật mã hóa khóa công khai.[p]

### Nhóm xiclic

Nghiệm phức của căn đơn vị bậc 6 tạo thành một nhóm xiclic. z là phần tử nguyên thủy, trong khi z^{2}thì không bởi vì lũy thừa lẻ của z không là lũy thừa của z^{2}.

Nhóm xiclic là nhóm mà các phần tử là lũy thừa của một phần tử đặc biệt a. Trong ký hiệu phép nhân, các phần tử của nhóm là:
..., a−3, a−2, a−1, a0 = e, a, a2, a3,...,
với a2 có nghĩa là a • a, và a−3 thay cho a−1 • a−1 • a−1=(a • a • a)−1 v.v.[h] Phần tử a gọi là phần tử sinh hay phần tử nguyên thủy của nhóm. Trong ký hiệu phép cộng, sự đòi hỏi cho một phần tử trở thành phần tử nguyên thủy yêu cầu là mỗi phần tử trong nhóm có thể viết thành
..., −a−a, −a, 0, a, a+a,...
Trong nhóm Z/nZ giới thiệu ở trên, phần tử 1 là nguyên thủy, do vậy những nhóm này là xiclic. Quả thực, mỗi phần tử có thể biểu diễn thành tổng mà tất cả các số hạng bằng 1. Bất kỳ nhóm xiclic với n phần tử là đẳng cấu với nhóm này. Một ví dụ thứ hai cho nhóm xiclic là nhóm các căn phức bậc n của đơn vị, xác định bởi số phức z thỏa mãn 
zn = 1. Những số này được minh họa là đỉnh của một đa giác đều có n đỉnh tô màu lam như hình bên với 
n = 6. Phép toán nhóm là phép nhân các số phức. Trong hình bên, nhân với z tương ứng với quay ngược chiều kim đồng hồ một góc 60°. Sử dụng trong một số lý thuyết trường, có thể chứng minh được nhóm Fp× là xiclic: ví dụ, nếu 
p = 5, 3 là phần tử sinh do 
31 = 3, 
32 = 9 ≡ 4, 
33 ≡ 2, và 
34 ≡ 1.
Một số nhóm xiclic có vô hạn các phần tử. Trong các nhóm này, đối với mỗi phần tử khác 0 a, mọi lũy thừa của a là khác nhau; mặc dù tên gọi "nhóm xiclic" (nhóm tuần hoàn), lũy thừa của các phần tử không lặp lại tuần hoàn. Nhóm xiclic vô hạn là đẳng cấu với nhóm (Z, +), nhóm các số nguyên với phép cộng như đã giới thiệu ở trên. Vì hai nhóm đã giới thiệu đều là các nhóm giao hoán (nhóm Abel), cho nên các nhóm xiclic cũng là nhóm Abel.
Việc nghiên cứu các nhóm Abel sinh hữu hạn là khá kỹ lưỡng, bao gồm "định lý cơ bản về nhóm Abel sinh hữu hạn; và phản ánh trạng thái này với nhiều khái niệm nhóm liên quan như trung tâm và giao hoán tử, miêu tả sự mở rộng cho những nhóm phi Abel.

### Nhóm đối xứng
Nhóm đối xứng là những nhóm chứa tính đối xứng của các đối tượng toán học nhất định—có thể về bản chất hình học của chúng, như nhóm đối xứng của hình vuông đã giới thiệu ở trên, hoặc về bản chất đại số, như phương trình đa thức và các nghiệm. Về mặt khái niệm, có thể coi lý thuyết nhóm như là ngành nghiên cứu tính đối xứng.[t] Sự đối xứng trong toán học làm đơn giản hóa rất nhiều trong việc nghiên cứu các đối tượng hình học và giải tích. Một nhóm được nói là tác dụng lên một đối tượng toán học X nếu mỗi phần tử của nhóm thực hiện một số phép toán trên X mà tương thích với luật nhóm. Trong ví dụ nằm ở ngoài cùng bên phải ở bảng dưới, một phần tử bậc 7 của nhóm tam giác (2,3,7) tác dụng lên phép lát gạch bằng cách hoán vị các tam giác cong tô màu nổi bật (và cũng cho những tam giác khác). Bằng tác dụng nhóm, thành phần của nhóm được liên hệ với cấu trúc của đối tượng mà nó tác dụng lên.

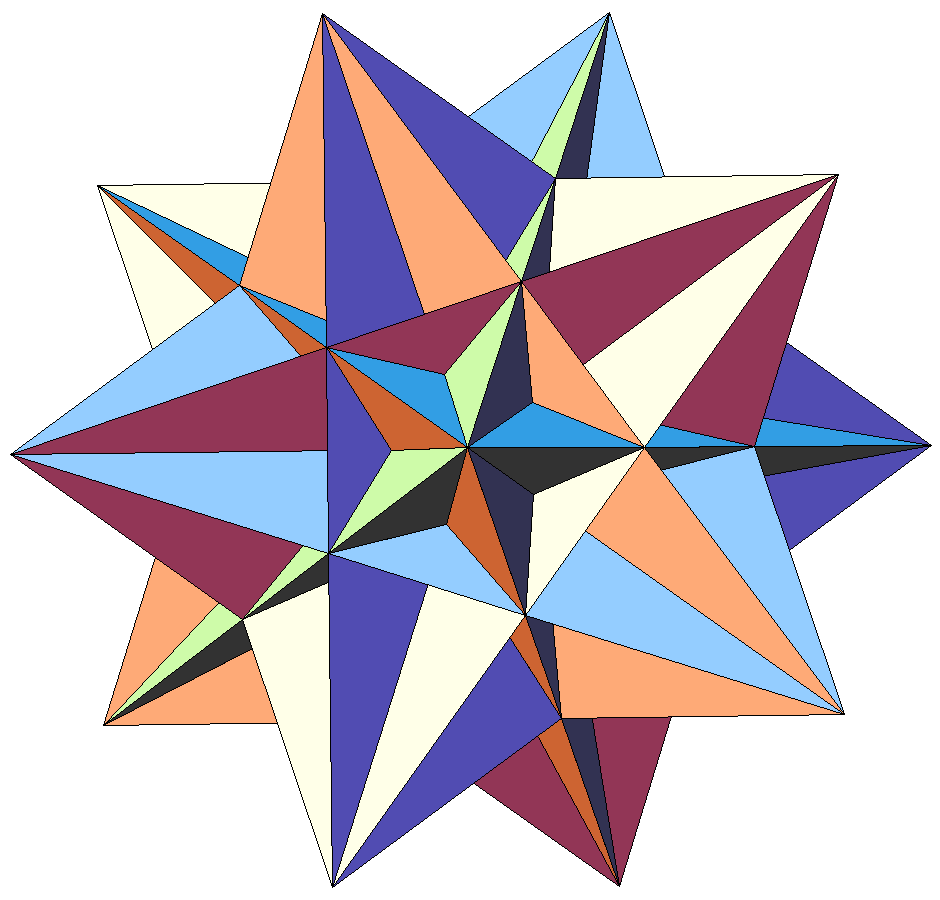
Phép quay và lật ngược tạo thành nhóm đối xứng của đa diện lớn 20 mặt.

Trong lĩnh vực hóa học, như tinh thể học, nhóm không gian và nhóm điểm miêu tả tính chất đối xứng phân tử và đối xứng tinh thể. Những đối xứng này hàm chứa các hành xử vật lý và hóa học của các tinh thể, và lý thuyết nhóm cho phép đơn giản hóa sự phân tích của cơ học lượng tử cho những tính chất này. Ví dụ, lý thuyết nhóm được sử dụng để chứng tỏ rằng sự chuyển dịch quang học giữa những mức lượng tử nhất định không thể xảy ra đơn giản bởi vì có sự tham gia đối xứng của các trạng thái năng lượng.
Không chỉ nhóm có ích khi sử dụng để đánh giá đối xứng trong phân tử, nhưng chúng cũng tiên đoán một cách ngạc nhiên rằng thỉnh thoảng các phân tử cũng thay đổi tính đối xứng. Hiệu ứng Jahn-Teller là sự lệch cấu trúc phân tử ra khỏi đối xứng cao khi nó chấp nhận một trạng thái nền của đối xứng thấp hơn từ tập hợp các trạng thái nền khả dĩ có liên hệ với nhau bởi phép toán đối xứng đối với phân tử.
Tương tự như vậy, lý thuyết nhóm giúp tiên đoán sự thay đổi tính chất vật lý xảy ra khi vật liệu trải qua giai đoạn chuyển pha, ví dụ, từ dạng tinh thể lập phương sang thành tinh thể tứ diện. Một ví dụ về điều này đó là ở vật liệu sắt điện, nơi sự thay đổi từ trạng thái lưỡng cực điện sang trạng thái sắt điện xảy ra ở nhiệt độ Curie và có liên hệ với sự thay đổi từ trạng thái lưỡng cực điện đối xứng cao xuống trạng thái sắt điện có đối xứng thấp hơn, đi kèm với nó là mode phonon mềm, loại mode giàn rung động trở về tần số 0 ở giai đoạn chuyển pha.
Những hiệu ứng phá vỡ đối xứng tự phát đã được áp dụng ở trong lĩnh vực vật lý hạt cơ bản, nơi sự xuất hiện của nó có liên hệ với các boson Goldstone.
| |                                                                                    |                                     | |                                                                                   |
| Buckminsterfullerene thể hiện đối xứng đa diện 20 mặt thông qua liên kết 2 hóa trị làm giảm đối xứng này thành đối xứng tinh thể pyrit (pyritohedral symmetry). | Amonia, NH3. Nhóm đối xứng của nó có bậc 6, sinh bởi phép quay 120° và sự phản xạ. | Cubane C8H8 chứa đối xứng bát diện. | Ion phức Hexaaquacopper(II), [Cu(OH2)6]2+. So sánh với một hình dạng đối xứng hoàn hảo, phân tử này bị kéo giãn theo phương đứng một tỷ lệ 22% (hiệu ứng Jahn-Teller). | Nhóm tam giác (2,3,7), nhóm hypebolic, tác dụng lên phép lát mặt phẳng hypebolic. |

Những nhóm đối xứng hữu hạn như nhóm Mathieu được ứng dụng trong lý thuyết mã hóa, mà đến lượt nó lại áp dụng vào lý thuyết hiệu chỉnh sai số trong việc truyền dữ liệu, và ở đầu đọc đĩa CD. Một ứng dụng khác là lý thuyết Galois vi phân, mà hàm đặc trưng hóa có nguyên hàm của dạng cho trước, đem lại tiêu chuẩn giới hạn lý thuyết nhóm khi nghiệm của những phương trình vi phân xác định tốt.[u] Các tính chất hình học mà vẫn duy trì sự ổn định dưới tác dụng của nhóm được nghiên cứu trong lý thuyết bất biến hình học.

### Nhóm tuyến tính tổng quát và lý thuyết biểu diễn

Hai vectơ (minh họa bên trái) nhân bởi ma trận (minh họa ở giữa và bên phải). Minh họa ở giữa biểu diễn cho phép quay theo chiều kim đồng hồ 1 góc 90°, trong khi cái ở ngoài cùng bên phải thể hiện sự kéo dãn tọa độ x bởi hệ số 2.

Nhóm ma trận chứa các ma trận cùng với phép nhân ma trận. Nhóm tuyến tính tổng quát 
GL(n, R) chứa mọi ma trận khả nghịch n x n với các phần tử thực. Các nhóm con của nó được coi như là nhóm ma trận hay nhóm tuyến tính. Ví dụ về nhóm nhị diện đề cập ở trên có thể coi như là nhóm ma trận (có bậc rất nhỏ). Một nhóm ma trận quan trọng khác là nhóm trực giao đặc biệt SO(n). Nó miêu tả mọi phép quay khả dĩ trong không gian n chiều. Thông qua góc Euler, ma trận quay được sử dụng trong lĩnh vực đồ họa vi tính.
Lý thuyết biểu diễn một mặt là ứng dụng của khái niệm nhóm nhưng mặt khác có vai trò quan trọng để hiểu ở mức sâu hơn đối với nhóm. Nó nghiên cứu nhóm thông qua tác dụng nhóm trên những không gian khác. Một lớp rộng của phép biểu diễn nhóm là biểu diễn tuyến tinh, ví dụ nhóm tác dụng lên một không gian vectơ, như không gian Euclid 3 chiều R3. Biểu diễn của G trên một không gian vectơ thực n chiều là phép đồng cấu nhóm đơn 
ρ: G → GL(n, R)
từ nhóm vào nhóm tuyến tính tổng quát. Theo cách này, phép toán nhóm, mà có thể cho một cách trừu tượng, diễn dịch phép nhân ma trận khiến nó dùng được đối với những tính toán cụ thể.[w]
Một phép toán nhóm còn cho một ý nghĩa xa hơn khi nghiên cứu đối tượng mà nó tác dụng lên.[x] Mặt khác, nó cũng cho thông tin về cấu trúc nhóm. Biểu diễn nhóm là một nguyên lý tổ chức trong lý thuyết nhóm hữu hạn, nhóm Lie, nhóm đại số và nhóm tô pô, đặc biệt là nhóm compact (cục bộ).

### Nhóm Galois
Nhóm Galois hình thành trong quá trình đi tìm nghiệm của phương trình đa thức dựa trên đặc điểm đối xứng của nghiệm. Ví dụ, nghiệm của phương trình bậc hai 
ax2 + bx + c = 0 cho bởi công thức
{\displaystyle x={\frac {-b\pm {\sqrt {b^{2}-4ac}}}{2a}}.}
Khi hoán vị dấu "+" và "−" trong công thức, hay tương đương với hoán vị hai nghiệm của phương trình có thể coi như là một phép toán nhóm (một cách rất đơn giản). Có những công thức tương tự cho phương trình bậc ba và bậc bốn, nhưng không tồn tại một công thức tổng quát cho phương trình bậc năm và bậc cao hơn. Tính chất trừu tượng của nhóm Galois đi kèm với đa thức (đặc biệt là tính giải được) đưa ra một tiêu chuẩn cho những đa thức mà mọi nghiệm của nó có thể biểu diễn dưới dạng công thức chỉ bao gồm phép cộng, nhân và căn thức tương tự như công thức ở trên.
Vấn đề này có thể giải quyết được bằng cách dịch chuyển nó sang lý thuyết trường và xem xét trường tách của đa thức. Lý thuyết Galois hiện đại tổng quát hóa những loại nhóm Galois ở trên thành các mở rộng trường và thiết lập lên—thông qua định lý cơ bản của lý thuyết Galois—mối liên hệ chính xác giữa nhóm và trường, hàm chứa một lần nữa sự quan trọng của nhóm trong toán học.

## Nhóm hữu hạn
Nhóm gọi là hữu hạn nếu nó có hữu hạn các phần tử. Số lượng các phần tử của nhóm gọi là bậc của nhóm. Một lớp quan trọng là nhóm đối xứng SN, tức nhóm hoán vị của N chữ cái. Ví dụ, nhóm đối xứng trên 3 chữ cái S3 là nhóm chứa mọi thứ tự khả dĩ của tổ hợp ba chữ cái ABC, bao gồm bộ các chữ ABC, ACB,..., cho tới CBA, tổng cộng là có 6 phần tử (hoặc 3 thừa số). Lớp này là cơ bản bởi bất ký nhóm hữu hạn nào có thể biểu diễn dưới dạng nhóm con của nhóm đối xứng SN đối với những số nguyên N phù hợp (định lý Cayley). Song song với nhóm đối xứng của hình vuông nêu ra ở trên, có thể giải thích nhóm đối xứng S3 như là nhóm đối xứng của tam giác đều.
Bậc của một phần tử a trong nhóm G là số nguyên dương nhỏ nhất n sao cho a n = e, với a n đại diện cho
{\displaystyle \underbrace {a\cdots a} _{n{\text{ factors}}},}
có nghĩa là áp dụng phép toán nhóm • cho n bản sao của phần tử a. (nếu • biểu diễn cho phép nhân, thì an tương ứng với a lũy thừa n.) Trong nhóm hữu hạn, n có thể không tồn tại, và trong trường hợp này có thể nói bậc của a là vô hạn. Bậc của một phần tử bằng bậc của nhóm con xiclic sinh bởi phần tử này.
Đối với kỹ thuật đếm các đối tượng phức tạp hơn, ví dụ khi đếm các lớp (cosets), sẽ thu được phát biểu chính xác hơn về nhóm hữu hạn: định lý Lagrange phát biểu rằng đối với nhóm hữu hạn G bậc của bất kỳ nhóm con H nào sẽ là ước của bậc của G. Định lý Sylow đưa ra một phát biểu gần ngược lại.
Nhóm nhị diện (nêu ở trên) là nhóm hữu hạn có bậc 8. Bậc của r1 là 4, hay chính là bậc của nhóm con R mà nó sinh ra(xem ở trên). Bậc của các phần tử phản xạ fvv.v bằng 2. Cả hai đều là ước của 8 đúng như định lý Lagrange tiên đoán. Nhóm Fp× ở trên có bậc p − 1.

### Phân loại các nhóm đơn hữu hạn
Các nhà toán học thường nỗ lực thu được sự phân loại (hoặc danh sách) đầy đủ của một khái niệm toán học. Trong trường hợp các nhóm đơn hữu hạn, mục đích này nhanh chóng dẫn tới sự khó khăn và sự sâu sắc trong toán học. Theo định lý Lagrange, nhóm hữu hạn bậc p, với p là số nguyên tố, cần thiết là nhóm xilic (Abel) Zp. Cũng có thể chứng minh nhóm có bậc p2 là nhóm Abel, nhưng phát biểu này không còn đúng khi tổng quát hóa cho nhóm bậc p3, vì nhóm phi Abel D4 có bậc 8 = 23 như chỉ ra ở trên. Những hệ thống máy tính đại số được dùng để liệt kê ra những nhóm nhỏ, nhưng không có cách phân loại mọi nhóm hữu hạn.[q] Một bước trung gian là phân loại các nhóm đơn hữu hạn.[r] Nhóm không tầm thường gọi là đơn giản chỉ nếu các nhóm con chuẩn tắc của nó là nhóm tầm thường và cũng đối với chính nhóm đó.[s] Định lý Jordan–Hölder chỉ ra các nhóm đơn hữu hạn là những viên gạch cơ bản cho mọi nhóm hữu hạn. Công việc liệt kê ra mọi nhóm đơn hữu hạn là một thành tựu lớn đạt được của lý thuyết nhóm hiện nay. Richard Borcherds giành Huy chương Fields năm 1998 nhờ chứng minh thành công phỏng đoán quái vật giả tưởng (monstrous moonshine conjectures), một mối liên hệ sâu sắc và kỳ lạ giữ nhóm bất định đơn giản hữu hạn lớn nhất (the largest finite simple sporadic group)— "nhóm quỷ"—với những hàm môđula nhất định, một thành phần trong giải tích phức cổ điển, và lý thuyết dây, lý thuyết tìm cách miêu tả thống nhất nhiều hiện tượng vật lý trong tự nhiên.

## Nhóm được trang bị thêm cấu trúc
Nhiều nhóm tập hợp một cách đồng thời là nhóm và là ví dụ về cấu trúc toán học cho những nhóm khác. Trong ngôn ngữ của lý thuyết phạm trù, chúng là các vật thể nhóm trong một phạm trù, có nghĩa là chúng là các vật thể (tức là làm ví dụ cho những cấu trúc toán học khác) đi kèm với các phép biến đổi (gọi là cấu xạ- morphism) mà bắt chước giống với những tiên đề nhóm. Ví dụ, mọi nhóm (như định nghĩa ở trên) đều là tập hợp, do vậy một nhóm là vật thể nhóm trong phạm trù các tập hợp.

### Nhóm tô pô

Đường tròn đơn vị trong mặt phẳng phức với phép nhân số phức là một nhóm Lie, do vậy cũng là nhóm tô pô. Nó có tính tô pô vì phép nhân và chia các số phức có tính liên tục. Nó là một đa tạp và do đó nhóm Lie cũng vậy, bởi vì mỗi mẩu nhỏ, như cung màu đỏ ở hình bên, nhìn giống như đoạn thẳng của một đường thẳng (vẽ ở dưới đường tròn).

Một số không gian tô pô có thể sử dụng với luật nhóm. Để cho luật nhóm và không gian tô pô kết hợp được với nhau, phép toán nhóm phải là hàm liên tục, tức là, g • h, và g−1 phải không thay đổi quá lớn nếu g và h chỉ thay đổi rất ít. Những nhóm này gọi là các nhóm tô pô, và chúng là các vật thể nhóm trong phạm trù các không gian tô pô. Những ví dụ cơ bản nhất là nhóm các số thực R đi kèm với phép toán cộng, (R \ {0}, •), và tương tự với bất kỳ trường tô pô nào như số phức hoặc số p-adic. Mọi nhóm này đều compact địa phương, do đó chúng có độ đo Haar và có thể nghiên cứu chúng thông qua giải tích điều hòa. Lĩnh vực giải tích điều hòa đưa ra hình thức luận trừu tượng cho các phép tích phân bất biến. Tính bất biến có nghĩa là, ví dụ trong trường hợp số thực:
{\displaystyle \int f(x)\,dx=\int f(x+c)\,dx}
với c là hằng số bất kỳ. Nhóm ma trận trên những trường này nằm vào phạm vi này, như đối với vành Adele và nhóm đại số Adele mà chúng là cơ sở đối với lý thuyết số. Nhóm Galois của mở rộng trường vô hạn như nhóm Galois tuyệt đối cũng có thể được trang bị với một tô pô, gọi là tô pô Krull, mà đến lượt là trung tập của sự tổng quát hóa mối liên hệ phác thảo ở trên giữa trường và nhóm của mở rộng trường vô hạn. Tổng quát hóa hơn nữa cho ý tưởng này, nhằm chấp nhận những đòi hỏi của hình học đại số, là nhóm cơ bản Étale.

### Nhóm Lie
Nhóm Lie (theo tên nhà toán học Thụy Điển Sophus Lie) là nhóm có thêm cấu trúc đa tạp, tức là chúng là những không gian nhìn trên cục bộ giống như không gian Euclid với chiều thích hợp. Thêm nữa, cấu trúc được đưa vào, mà ở đây là cấu trúc đa tạp, phải là tương thích, tức là ánh xạ tương ứng với phép nhân và phép nghịch đảo phải đảm bảo tính trơn.
Một ví dụ mẫu là nhóm tuyến tính tổng quát giới thiệu ở trên: nó là một tập con mở của không gian chứa mọi ma trận n x n, bởi nó tuân theo bất đẳng thức
det (A) ≠ 0,
với A ký hiệu cho ma trận n x n.
Nhóm Lie có vai trò quan trọng cơ bản trong vật lý hiện đại trong khi định lý Noether liên hệ các đối xứng liên tục với các đại lượng bảo toàn. Phép quay, cũng như phép tịnh tiến trong không gian và thời gian là những đối xứng cơ bản đối với các định luật của cơ học. Chúng có thể được sử dụng, ví dụ, để xây dựng những mô hình đơn giản—hàm ý rằng đối xứng trục trong một số tình huống sẽ giúp các nhà vật lý làm đơn giản đi rất nhiều những phương trình phức tạp giúp họ tìm ra những nghiệm chính xác miêu tả hệ vật lý nhất định, như ở trường hợp các nghiệm Schwarzschild (đối xứng cầu) và nghiệm Kerr (đối xứng trục, bảo toàn động lượng) của phương trình trường Einstein trong thuyết tương đối rộng.[v] Một ví dụ khác là phép biến đổi Lorentz, nó liên hệ phép đo thời gian với vận tốc của hai quan sát viên chuyển động đều tương đối với nhau. Chúng có thể thu được theo cách của lý thuyết nhóm thuần túy, bằng cách thể hiện phép biến đổi như là đối xứng quay trong không gian Minkowski. Không gian này phục vụ—trong trường hợp bỏ qua ảnh hưởng của trường hấp dẫn—như là mô hình của không thời gian trong thuyết tương đối hẹp. Nhóm đối xứng đầy đủ của không gian Minkowski, tức là bao gồm cả phép tịnh tiến, được biết đến là nhóm Poincaré. Theo trên, nó đóng vai trò quan trọng trong thuyết tương đối hẹp và cho cả lý thuyết trường lượng tử. Các đối xứng thay đổi theo vị trí là khái niệm trung tâm trong cách miêu tả hiện đại về những tương tác vật lý với sự giúp đỡ của lý thuyết trường chuẩn (gauge theory).

## Tổng quát hóa
Trong đại số trừu tượng, những cấu trúc tổng quát hơn được xác định bằng cách nới lỏng một số tiên đề nhóm.
Ví dụ, nếu yêu cầu rằng mọi phần tử phải có phần tử nghịch đảo bị loại bỏ, thì cấu trúc đại số thu được gọi là monoid. Tập hợp số tự nhiên N (bao gồm 0) với phép cộng tạo thành một monoid, cũng như đối với số nguyên khác 0 dưới phép nhân, {\displaystyle \mathbb {Z} ^{*}}, xem ở trên. Có một phương pháp tổng quát để thêm vào một cách hình thức các phần tử nghịch đảo đối với bất kỳ monoid nào (có tính chất giao hoán), rất giống với cách mà {\displaystyle \mathbb {Z} } thu được từ {\displaystyle \mathbb {N} }, cách này còn gọi là nhóm Grothendieck.
Các groupoid giống với nhóm ngoại trừ phép kết hợp a • b không cần thiết phải xác định với mọi a và b. Chúng xuất hiện trong việc nghiên cứu những dạng phức tạp hơn của đối xứng, thường trong các cấu trúc tô pô và giải tích toán học, như groupoid cơ bản hay chùm (stack).
Cuối cùng, có thể tổng quát hóa cho bất kỳ khái niệm nào bằng cách thay thế phép toán hai ngôi bởi một mảng bất kỳ n-ary (tức là phép toán có n tham số). Cũng với sự tổng quát hóa thông thường của các tiên đề nhóm sự kết hợp này hình thành lên nhóm ''n''-ary.(xem thêm đại số phổ dụng)
Bảng kế bên liệt kê danh sách một vài cấu trúc tổng quát hóa của nhóm.

## Trích dẫn
1. ↑  Herstein 1975, §2, trang 26
2. ↑  Hall 1967, §1.1, trang 1: "Ý tưởng về nhóm là một trong những thứ xâm chiếm toàn bộ toán học thuần túy và ứng dụng."
3. ↑  Lang 2005, App. 2, trang 360
4. ↑  Herstein 1975, §2.1, trang 27
5. ↑  Weisstein, Eric W., "Identity Element" từ MathWorld.
6. ↑  Herstein 1975, §2.6, trang 54
7. ↑  Wussing 2007
8. ↑  Kleiner 1986
9. ↑  Smith 1906
10. ↑  Galois 1908
11. ↑  Kleiner 1986, trang 202
12. ↑  Cayley 1889
13. ↑  Wussing 2007, §III.2
14. ↑  Lie 1973
15. ↑  Kleiner 1986, trang 204
16. ↑  Wussing 2007, §I.3.4
17. ↑  Jordan 1870
18. ↑  von Dyck 1882
19. ↑  Curtis 2003
20. ↑  Mackey 1976
21. ↑  Borel 2001
22. ↑  Aschbacher 2004
23. ↑  Ledermann 1953, §1.2, pp. 4–5
24. ↑  Ledermann 1973, §I.1, trang 3
25. ↑  Lang 2002, §I.2, trang 7
26. 1 2  Lang 2005, §II.1, trang 17
27. 1 2  Mac Lane 1998
28. ↑  Lang 2005, §II.3, trang 34
29. ↑  Lang 2005, §II.1, trang 19
30. ↑  Ledermann 1973, §II.12, trang 39
31. ↑  Lê Thị Thanh Nhàn (2007)
32. ↑  Lang 2005, §II.4, trang 41
33. ↑  Lang 2002, §I.2, trang 12
34. ↑  Lang 2005, §II.4, trang 45
35. ↑  Lang 2002, §I.2, trang 9
36. ↑  Hatcher 2002, Chương I, trang 30
37. ↑  Coornaert, Delzant & Papadopoulos 1990
38. ↑  ví dụ, các nhóm cổ điển và nhóm Picard; xem Neukirch 1999, đặc biệt trong §§I.12 và I.13
39. ↑  Seress 1997
40. ↑  Lang 2005, Chapter VII
41. ↑  Rosen 2000, trang 54 (Định lý 2.1)
42. ↑  Lang 2005, §VIII.1, trang 292
43. ↑  Lang 2005, §II.1, trang 22
44. ↑  Lang 2005, §II.2, trang 26
45. ↑  Lang 2005, §II.1, trang 22 (ví dụ 11)
46. ↑  Lang 2002, §I.5, trang 26, 29
47. ↑  Weyl 1952
48. ↑  Conway, Delgado Friedrichs & Huson và đồng nghiệp. 2001. Cũng xem ở Bishop 1993
49. ↑  Bersuker, Isaac (2006), The Jahn-Teller Effect, Cambridge University Press, tr. 2, ISBN 0-521-82212-2
50. ↑  Jahn & Teller 1937
51. ↑  Dove, Martin T (2003), Structure and Dynamics: an atomic view of materials, Oxford University Press, tr. 265, ISBN 0-19-850678-3
52. ↑  Welsh 1989
53. ↑  Mumford, Fogarty & Kirwan 1994
54. ↑  Lay 2003
55. ↑  Kuipers 1999
56. 1 2  Fulton & Harris 1991
57. ↑  Serre 1977
58. ↑  Rudin 1990
59. ↑  Robinson 1996, trang viii
60. ↑  Artin 1998
61. ↑  Lang 2002, Chương VI (xem trang 273 đối với ví dụ cụ thể)
62. ↑  Lang 2002, trang 292 (Định lý VI.7.2)
63. ↑  Kurzweil & Stellmacher 2004
64. ↑  Artin 1991, Định lý 6.1.14. Cũng xem ở Lang 2002, trang 77 về kết quả tương tự.
65. ↑  Lang 2002, §I. 3, trang 22
66. ↑  Ronan 2007
67. ↑  Husain 1966
68. ↑  Neukirch 1999
69. ↑  Shatz 1972
70. ↑  Milne 1980
71. ↑  Warner 1983
72. ↑  Borel 1991
73. ↑  Goldstein 1980
74. ↑  Weinberg 1972
75. ↑  Naber 2003
76. ↑  Becchi 1997
77. ↑  Denecke & Wismath 2002
78. ↑  Romanowska & Smith 2002
79. ↑  Dudek 2001